# Табылдиев, Адибай
Адибай Табылдиев (2 января 1926 – 5 июля 2021) — советский и казахстанский специалист в области общей педагогики и этнопедагогики, поэт, писатель, доктор педагогических наук, профессор, «Отличник народного образования СССР», «Почетный работник образования Республики Казахстан», Лауреат международной литературной премии «Алаш». 
Псевдоним – Дулат.

## Биография
Родился 2 января 1926 года в селе Жанатурмыс, Турара Рыскуловского района Джамбылской области.
С 1948 по 1949 год учился в Жамбылском педагогическом училище имени Абая. С 1949 по 1955 год учился в Казахском педагогическом институте имени Абая. С 1963 по 1967 год учился в аспирантуре НИИ им. Ибрая Алтынсарина в Алматы.
В 1967 году защитил кандидатскую диссертацию на тему «Методика преподавания эпических произведений». 2004 году защитил докторскую диссертацию на тему «Дидактические основы изучения Казахской этнопедагогики».

## Трудовая деятельность
1. 1946–1950 — учитель школы в Т. Рыскуловском районе Жамбылской области
2. 1950–1957 — заведующий учебной частью Каменской средней школы
3. 1957-1968 — директор школы им. К. Сатбаева
4. 1968-1972 — старший научный редактор Главной редакции «Казахской энциклопедии»
5. 1972-1980 — заведующий Главной редакции «Казахской энциклопедии»
6. С 1980 года по настоящее время профессор кафедры «Общей и этнической педагогики» КазНУ им. Аль-Фараби

## Научно-творческая деятельность
Автор более 500 научных статей и более 45 детских книг.
1.    «Истоки воспитания» (1989г. 8,4 п.л.);
2.    «Народная педагогика и воспитание» (1992 г. 10,5 п.л.);
3.    «Этика и психология» (в соавторстве с профессором Жарыкбаевым, 1994г., 7,5 п.л.);
4.    «Народная педагогика и воспитание» (1995г., 12,8 п.л.);
5.    «Азбука этики» (1997г. 8 п.л.);
6.    «Лекции по казахской этнопедагогике» (2000г., 6,43 п.л.);
7.    «Методология казахской этнопедагогики» (2000г., 2,44 п.л.);
8.    «Основы национального воспитания» (2001г., 7 п.л.);
9.    «Казахская этнопедагогика» (учебник 2001г., 20 п.л.)
10.    «Методика преподавания казахской этнопедагогики» (2001г., 6,43 п.л.)
11.    «Казахско-русский толковый словарь казахской этнопедагогики» (2002г., 8 п.л.)
12.    «Правовое воспитание в казахской этнопедагогике» (2003г., 8 п.л.)
13.    «Программа казахской этнопедагогики» (1999г., 2004.,1,75 п.л.)
14.    «Программа азбуки этики» (1998г.,2004., 0,7 п.л.) и др.
• Литературы для детей
«Сөз – бөбектікі» (1959), «Мен - поровоз» (1960), «Балуан» (1961), «Жүгері ханым мен бұршақ Патша» (1963), «Ғажайып бақ» (1966), «Атымтай» (1970), «Құрылысшылар» (1968), «Гүл мен жеміс» (1972), «Көңілді кештер» (1971), «Аялы алақан» (1974), «Көңілді балалар» (1976), «Әрқашан күн сөнбесін» (1977), «Қой бағу оңай ма?» (1978), «Кенже бала» (1979), «Үйіміз ортақ, жырымыз ортақ» (1980), «Ана жүрек» (1981), «Қуырмаш» (1983), «Жеті жүз жұмбақ» (1985), «Жырлайды жүрек» (1985), «Алтын қала» (1986), «Қызғалдақтар» (1990), «Алыптардың алыбы» (1996), «Қайырлы таң, балалар!» (2000), «Өнеге өрімдері» (2004), «Қасиетті сөз» (2005), «Таңғажайып ертегілер» (2005), «Қайырлы күн, балалар!» (2006), «Қуаныш» (2006) и др.

## Семья
• Отец – Жарболулы Табылды (1891-1931)
• Мать – Тагыбайкызы Дардене (1905-1973)
• Супруга –  Досымбеккызы Здагуль (1932–2002)
• Дети: Табылдиева Бакытгул Адибаевна (1950), Табылдиев Бакытжан Адибаевич (1952), Табылдиев Бакберген Адибаевич (1954),Табылдиева Лайла Адибаевна (1957), Табылдиева Гулмира Адибаевна (1965), Табылдиев Ардак Адибаевич (1967), Табылдиев Галым Адибаевич (1970).

## Награды и звания
1. Доктор педагогических наук (2005)
2. Профессор (1995)
3. «Отличник народного просвещения Казахской ССР» (1960)
4. «Отличник народного образования СССР» (1984)
5. «Лауреат премии имени Ы. Алтынсарина» (2001)
6. «Почетный работник образования Республики Казахстан» (2007)
7. Лауреат международной литературной премии «Алаш» (2016)